# Haralds Silovs
Haralds Silovs (født 7. april 1986 i Riga i Lettiske SSR) er en lettisk langbaneløber og tidligere kortbaneløber på skøjter, der blev europamester i kortbaneløb på skøjter i 2008. Under Vinter-OL 2010 i Vancouver fik han verdensomspændende opmærksomhed, eftersom han deltog i både 1.500 meter kortbaneløb og 5.000 meter langbaneløb den samme dag, den 13. februar. Han er den eneste atlet ved de olympiske vinterlege, som har deltaget i både kortbaneløb og langbaneløb ved de samme vinterlege, og den eneste olympiske atlet, som har deltaget i to forskellige discipliner den samme dag.